# Flat Holm
Flat Holm (wal. Ynys Echni) – wapienna wyspa położona w Kanale Bristolskim. Jest najbardziej na południe wysuniętym punktem Walii. 

## Historia
Pierwsze ślady bytności na wyspie pochodzą z epoki brązu. Najstarszą znaną osobą odwiedzającą wyspę był Kadok z Llancarvon, który pod koniec VI w. udawał się na nią, aby medytować, szczególnie w okresie wielkiego postu. W XVII w. wyspa była bazą przemytników. Przypuszcza się, że stary szyb kopalniany w północnej części jest połączony kilkoma naturalnymi tunelami z morzem. Mimo że Flat Holm jest tak samo dobrze widoczna z Anglii, jak i z Walii, celnicy byli bezsilni, nie mając środka transportu na przeprawienie się na wyspę. Przemytnicy używali prawdopodobnie małej jaskini na wschodnim klifie do ukrywania kontrabandy, głównie brandy i herbaty. 
13 maja 1897 Guglielmo Marconi, w towarzystwie inżyniera George’a Kempa z poczty w Cardiff, przekazał pierwszy sygnał radiowy do Penarth. Nie mogąc wzbudzić zainteresowania władz włoskich swoim wynalazkiem, Marconi prowadził swoje badania w Wielkiej Brytanii. Wybudował 34-metrową wieżę nadawczą na wyspie i 30-metrową antenę odbiorczą na Lavernock Point. Pierwsze próby były nieudane, jednak po podwyższeniu masztu do 50 m sygnał został przekazany. Wiadomość, przesłana alfabetem Morse’a, brzmiała: czy jesteś gotowy?

## Latarnia morska
Wybudowana w 1737 roku w miejscu, gdzie rzeka Severn wpada do Kanału Bristolskiego. Była przebudowywana w 1820 i 1866 roku. 
- Wysokość wieży: 30 m
- Wysokość światła ponad przeciętnym poziomem wody: 50 m
- Zautomatyzowana w 1988
- Siła światła: 17 100 kandeli[3]

## Turystyka
Wyspa jest chętnie odwiedzana przez turystów i jest dostępna, mimo że otoczona ochroną jako rezerwat. Funkcjonuje na niej pub The Gull and the Leek. Nazwa nawiązuje do św. Kadoka, który podczas medytacji miał się żywić wyłącznie wodą i porami.